# PSR B1913+16

Схема руху зір у PSR B1913 + 16

PSR B1913+16 (також позначається як J1915+1606) — пульсар у сузір'ї Орла, який являє собою подвійну зоряну систему, що складається з приблизно однакових за масою зір, близько 1,4 M☉. Виявлений Расселом Галсом і Джозефом Тейлором у 1974 році під час спостережень на радіотелескопі обсерваторії Аресібо; їх відзначено Нобелівською премією з фізики в 1993 році з формулюванням «за відкриття нового типу пульсарів, що дало нові можливості для вивчення гравітації». Обертання зір відбувається по витягнутих еліптичних орбітах (ексцентриситет близько 0,617), навколо спільного центра мас (період обертання 7,75 години, мінімальне зближення в системі в періастрі 1,1 R☉, максимальне віддалення в апоастрі 4,8 R☉). Одна з зір системи — нейтронна, її період обертання близько 17 об/с (виходячи з вимірюваного періоду імпульсу випромінювання 59,03 мс). При цьому середня швидкість руху по орбіті близько 200 км/с.
Орбітальний період обертання скорочується на 76±0,3 мкс за рік (або на 2,402× 10−12 секунди за секунду). Ця величина з точністю до 0,2 % узгоджується з розв'язками рівнянь загальної теорії відносності (ЗТВ), що описують втрату енергії зоряної пари, обумовлену гравітаційним випромінюванням. ЗТВ передбачає зменшення орбітального періоду на 75,8 мкс/рік. Зіткнення цих зір станеться приблизно через 300 млн років.

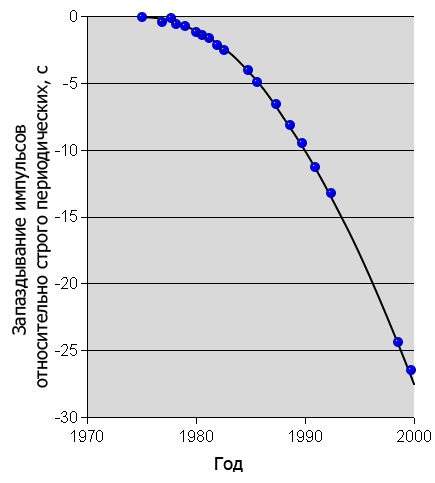
Експериментально виміряне зменшення періоду обертання подвійного пульсара PSR B1913+16 (сині точки) з високою точністю відповідає прогнозам ЗТВ щодо гравітаційного випромінювання (чорна крива).

Ще одним ефектом, що впливає на рух пульсара, є так звана геодезична прецесія, тобто повертання моменту імпульсу тіла, що обертається при паралельному перенесенні у викривленому просторі-часі. Вплив геодезичної прецесії в даному випадку призводить до повороту осі обертання пульсара з періодом близько 300 років. У зв'язку з цим зазначалося, що пучок випромінювання, можливо, перестане «зачіпати» Землю близько 2025 року і пульсар стане для нас невидимим у радіодіапазоні.
Крім того, в цій системі було виміряно обертання періастру, аналогічне (але в 36 000 разів сильніше) зсуву перигелію Меркурія. Швидкість обертання періастру становить 4,22663 градуса на рік, що повністю узгоджується з ЗТВ. Виміряно також сповільнення ходу часу на рухомому тілі (ефект спеціальної теорії відносності) і гравітаційне червоне зміщення в полі тяжіння (наслідок принципу еквівалентності).
Об'єкт є одним з кандидатів для виявлення випромінюваних ним гравітаційних хвиль.